# Универзитет у Тартуу
Универзитет у Тартуу (ест. Tartu Ülikool, лат. Universitas Tartuensis) најстарија је, највећа и најпрестижнија високошколска установа у Естонији. Универзитет се налази у граду Тартуу на истоку земље, а основао га је 1632. године шведски краљ Густаф II Адолф (Academia Gustaviana). Факултет је основан на „темељима” некадашње језуитске школе Gymnasium Dorpatense основане 1583. године од стране пољско-литванског краља Стефана Баторија. У почетним годинама на Тартуском универзитету су се изучавали филозофија, право, теологија и медицина, а све до 1918. студијски програми су се одржавали углавном на немачком језику.
У оквиру Универзитета делују 4 факултета − Факултет за уметност и хуманистичке студије, Факултет друштвених наука, Медицински факултет, Природно-математички факултет − а истурена одељења Универзитета налазе се и у Нарви, Парнуу, Талину и Виљандију. У поседу Универзитета налази се 150 објеката, од којих се 30 грађевина налази ван Тартуа.

## Значајни научници
- Русиф Хусеинов (1987—), политички стручњак
- Рин Там (1981—), генетичар
- Ернст Епик (1893—1985), астроном и астрофизичар
- Јакоб Хурт (1839—1907), лингвиста, „краљ естонског фолклора”
- Ернст фон Бергман (1836—1907), хирург, први који је у медицинску праксу увео асепсу
- Хајнрих Ленц (1804—1865), физичар, најпознатији по Ленцовом закону
- Фридрих Рејнхолд Кројцвалд (1803—1882), лекар и писац, „отац” савремене естонске књижевности